# City Burials
Albums de Katatonia
The Fall of Hearts
(2016) Sky Void of Stars
(2023)
Singles
1. Lacquer
Sortie : 31 janvier 2020
2. Behind The Blood
Sortie : 20 mars 2020
3. The Winter of our Passing
Sortie : 22 avril 2020

City Burials est le douzième album du groupe de metal suédois Katatonia, sorti le 24 avril 2020 sous le label Peaceville Records.

## Liste des titres
| 1.    | Heart Set to Divide       | 5:29 |
| 2.    | Behind the Blood          | 4:37 |
| 3.    | Lacquer                   | 4:42 |
| 4.    | Rein                      | 4:20 |
| 5.    | The Winter of Our Passing | 3:18 |
| 6.    | Vanishers                 | 4:56 |
| 7.    | City Glaciers             | 5:30 |
| 8.    | Flicker                   | 4:44 |
| 9.    | Lachesis                  | 1:54 |
| 10.   | Neon Epitaph              | 4:31 |
| 11.   | Untrodden                 | 4:29 |
| 12.   | Fighters                  | 3:37 |
| 52:07 |                           |      |